# أوسكار أوسوريو
أوسكار أوسوريو (بالإسبانية: Óscar Osorio)‏ (و. 1910 – 1969 م) هو سياسي من السلفادور .